# Naughty
Naugthy -En españolː Travieso- es el segundo álbum como solista de la cantante estadounidense de R&B Chaka Khan, lanzado el 26 de marzo de 1980 por Warner. El álbum fue ubicado en el puesto 65 de la lista de los 80 mejores álbumes de 1980, elaborada por la revista Rolling Stone en el 2020.